# Dexter Langen
Dexter Lamar Langen (* 16. Dezember 1980 in Friedberg) ist ein ehemaliger deutscher Fußballspieler, der auf der rechten Abwehr- und Mittelfeldseite eingesetzt wurde.

## Leben

### Jugend
Dexter Langen wurde im hessischen Friedberg als Sohn der Deutschen Renate Langen und eines US-amerikanischen Offiziers namens McKenzey geboren.
Zum Fußballspielen kam er mit sieben Jahren, als ihn Schulkameraden mitnahmen. Bis zu seinem 16. Lebensjahr spielte Langen beim TSV Langgöns; danach wechselte er für ein Jahr zum VfB Gießen. Wiederum ein Jahr später, 1997, wechselte er 16-jährig zu Borussia Mönchengladbach, wo er nach eigener Aussage Heimweh bekam und daher nach einem Jahr zurück nach Hessen zu den Kickers Offenbach wechselte. Nach eigener Aussage hatte er sich in Mönchengladbach "nicht richtig auf den Fußball konzentrieren" können.

### Profikarriere
Im Dezember 1999 verließ Langen die Kickers Offenbach, zu denen er 1998 gekommen war, und wechselte zu seinem früheren Verein VfB Gießen. Im Jahr 2001 kehrte er zu den Kickers, die zu dieser Zeit in der drittklassigen Regionalliga Süd spielten, zurück. In der darauffolgenden Saison 2001/02 bestritt er 19 Spiele, davon sieben über volle neunzig Minuten, in denen ihm kein Tor gelang, und 2002/03 kam er auf 16 Partien ohne Treffer. Damit hatte er in zwei Jahren insgesamt 35 Regionalliga-Spiele für Offenbach bestritten. 2003 gewann er mit den Kickers außerdem den Hessenpokal.
Im selben Jahr wechselte Langen ablösefrei zum Nord-Regionalligisten Dynamo Dresden, mit dem er ein Jahr später, 2004, in die 2. Bundesliga aufstieg. In der Aufstiegssaison 2003/04 hatte er 33 Spiele bestritten. Im ersten Jahr nach dem Aufstieg, das sein Verein nach einer vom Abstiegskampf geprägten Saison als Tabellen-Achter beendete, kam Langen auf 22 Partien mit einem Tor. In der darauffolgenden Saison 2005/06 erzielte er in 31 Partien zwei Tore, konnte jedoch den Abstieg des 1. FC Dynamo in die Regionalliga Nord nicht verhindern.
Im Mai 2006, noch bevor Dresdens späterer Abstieg in die Regionalliga feststand, unterschrieb Langen einen Vertrag bei Hansa Rostock, zu dem er am Saisonende ablösefrei wechselte. 2007 stieg Langen mit Rostock in die Bundesliga auf, musste dort jedoch den umgehenden Wiederabstieg hinnehmen. Nachdem Rostock in der Hinrunde der Spielzeit 2008/09 auch in der zweiten Liga in Abstiegsgefahr geraten war, wurde Langen zur Winterpause von Trainer Dieter Eilts als einer von vier Spielern aus dem Kader der Ostseestädter gestrichen. Da er jedoch zunächst keinen neuen Verein fand, sollte er zunächst am Trainingsbetrieb der Rostocker Reservemannschaft teilnehmen. Nachdem Andreas Zachhuber Eilts im März 2009 als Trainer abgelöst hatte, wurde Langens Suspendierung allerdings durch diesen aufgehoben, so dass er noch mit einem Einsatz am 28. Spieltag zum Klassenerhalt der Hanseaten beitrug. Ende April 2009, kurz nach seinem Comeback, verlängerte der 28-jährige Dexter Langen und der FC Hansa das auslaufenden Arbeitspapier bis 30. Juni 2012.
In der Folgesaison 2009/10 spielte sich Langen daraufhin erneut in die Rostocker Stammformation, bevor er ab dem zehnten Spieltag verletzungsbedingt ausfiel und erst ab dem 26. Spieltag wieder im Abstiegskampf eingesetzt werden konnte. Dennoch stieg Hansa erstmals in der Vereinsgeschichte in die 3. Liga ab, woraufhin Langen zunächst Ambitionen auf einen Vereinswechsel hegte. Er bekannte sich jedoch zum FC Hansa, blieb in Rostock und wurde vom neuen Trainer Peter Vollmann als designierter Leistungsträger der neu formierten Mannschaft eingeplant, zog sich aber bereits am ersten Spieltag einen Kreuzbandriss zu, so dass er die restliche Saison 2010/11 ausfiel. Ohne Langens Beteiligung erreichte die Mannschaft daraufhin den direkten Wiederaufstieg in die 2. Bundesliga und gewann zudem auch den Landespokal Mecklenburg-Vorpommern. In der Zweitliga-Spielzeit 2011/12 kam Langen nur noch zu sechs Einsätzen in der Profimannschaft, die schließlich den direkten Wiederabstieg in die dritte Spielklasse hinnehmen musste, und absolvierte auch sechs weitere Partien für Hansas Reservemannschaft in der Oberliga. Ein Angebot zur Vertragsverlängerung erhielt er in der Folge nicht, auch aufgrund der Folgen einer Knieverletzung.

### Amateurfußball
Ab März 2019, fast sieben Jahre nach Beendigung seiner Profifußballkarriere, schnürte Dexter Langen wieder seine Fußballschuhe. Er heuerte beim  FC Nebelküste Rostock in der Kreisliga Warnow (10. Liga) an.

### Trainerlaufbahn
Langen hat die C-Lizenz als Fußballtrainer. Zur Saison 2012/13 wurde Langen Co-Trainer der von Karsten Wenzlawski betreuten A-Jugend des FSV Bentwisch.

### Privates
Langen der Sohn einer Deutschen und eines US-amerikanischen Offiziers. Er ist verheiratet, hat vier Kinder und lebt in Bentwisch bei Rostock. Er ist ausgebildeter Kinderpfleger und Erzieher und arbeitet in Lütten Klein in einer Kindereinrichtung.

#### Erfolge
- Aufstieg in die Bundesliga mit Hansa Rostock 2007
- Aufstieg in die 2. Bundesliga mit Dynamo Dresden 2004, Hansa Rostock 2011
- Gewinn des Landespokals mit den Kickers Offenbach 2003, Hansa Rostock 2011